# Niranjan Singh Gill
Niranjan Singh Gill fue un soldado y diplomático indio.
- En 1925 fue comisionado en el séptimo regimiento de caballería y entrenado en Royal Military College, Sandhurst.
- En 1936 fue transferido con la 4/en:19th Hyderabad Regiment a Benarés
- En 1936-1937, fue uno de los primeros oficiales de la India para ser enviado a la sede de la en:British Indian Army en Nueva Delhi.
- Después un curso en el en:Command and Staff College, en Quetta, fue destinado a Malasia.
- El 15 de febrero de 1942 después de la caída de Malasia el 4/en:19th Hyderabad Regiment se rindió en Singapur.
- En Singapur, Gill fue tomado a los 45,000 Prisionero de guerra de origen de la India por los japoneses.
- En febrero  de 1942 fundó con en:Mohan Singh (general), en:Shah Nawaz Khan (general), en:Gurbaksh Singh Dhillon y el Ejército Imperial Japonés la en:First Indian National Army.
- En diciembre de 1942 se disolvió la en:First Indian National Army, Gill fue torturado y colocado en confinamiento solitario de la Kenpeitai, para los 33 meses restantes de la Segunda Guerra Mundial.
- Después de la Rendición de Japón Gill fue, uno de los primeros oficiales del en:First Indian National Army, que fue encarcelado en la Fuerte rojo de Delhi.
- El 14 de agosto de 1947, Dieciséis meses más tarde, a la independencia de la India, fue declarado un luchador por el Movimiento de independencia indio.

- De 1955 a 1960 fue embajador en Adís Abeba (Etiopía).
- De 1962 a 1964 fue embajador en Bangkok (Tailandia).
- De 1964 a 1966 fue embajador en México, D. F..[1]